# Klaas-Jan Huntelaar
Klaas-Jan Huntelaar, nizozemski nogometaš, * 12. avgust 1983, Voor-Drempt, Achterhoek, Nizozemska.

## Statistika

### Klub
| Klub                            | Sezona           | Domača liga | Domača liga | Domači pokali | Domači pokali | Evropske tekme | Evropske tekme | Skupaj  | Skupaj | Skupaj        |
| Klub                            | Sezona           | Nastopi     | Goli        | Nastopi       | Goli          | Nastopi        | Goli           | Nastopi | Goli   | Goli na tekmo |
| ------------------------------- | ---------------- | ----------- | ----------- | ------------- | ------------- | -------------- | -------------- | ------- | ------ | ------------- |
| PSV Eindhoven                   | 2002–03          | 1           | 0           | -             | -             | -              | -              | 1       | 0      | 0             |
| De Graafschap                   | 2002–03          | 9           | 0           | -             | -             | -              | -              | 9       | 0      | 0             |
| AGOVV Apeldoorn                 | 2003–04          | 35          | 26          | -             | -             | -              | -              | 35      | 26     | 0.74          |
| SC Heerenveen                   | 2004–05          | 31          | 17          | -             | -             | 7              | 3              | 38      | 20     | 0.53          |
| SC Heerenveen                   | 2005–06          | 15          | 17          | 1             | 1             | 6              | 3              | 22      | 21     | 0.95          |
| SC Heerenveen                   | Total            | 46          | 34          | 1             | 1             | 13             | 6              | 60      | 41     | 0.68          |
| AFC Ajax                        | 2005–06          | 16          | 16          | 7             | 7             | 2              | 1              | 25      | 24     | 0.96          |
| AFC Ajax                        | 2006–07          | 32          | 21          | 10            | 6             | 9              | 9              | 51      | 36     | 0.71          |
| AFC Ajax                        | 2007–08          | 34          | 33          | 1             | 1             | 4              | 2              | 39      | 37     | 0.92          |
| AFC Ajax                        | 2008–09          | 10          | 6           | 1             | 1             | 2              | 2              | 13      | 9      | 0.69          |
| AFC Ajax                        | Total            | 85          | 71          | 19            | 15            | 15             | 12             | 120     | 100    | 0.83          |
| Skupaj v karieri                | Skupaj v karieri | 176         | 131         | 20            | 16            | 28             | 18             | 224     | 167    | 0.74          |
| Posodobljeno 25. septembra 2008 |                  |             |             |               |               |                |                |         |        |               |

### Reprezentančna kariera
| Reprezentanca | Leto | Prijateljske tekme | Prijateljske tekme | Mednarodna tekmovanja | Mednarodna tekmovanja | Skupaj  | Skupaj | Golov na tekmo |
| Reprezentanca | Leto | Nastopi            | Goli               | Nastopi               | Goli                  | Nastopi | Goli   | Golov na tekmo |
| ------------- | ---- | ------------------ | ------------------ | --------------------- | --------------------- | ------- | ------ | -------------- |
| Nizozemska    | 2006 | 4                  | 2                  | 0                     | 0                     | 4       | 2      | 0.5            |
| Nizozemska    | 2007 | 3                  | 0                  | 2                     | 1                     | 5       | 1      | 0.2            |
| Nizozemska    | 2008 | 4                  | 5                  | 3                     | 2                     | 7       | 7      | 1              |
| Total         |      | 11                 | 7                  | 5                     | 3                     | 16      | 10     | 0.63           |

## Lovorike

#### Ajax
- KNVB pokal:2005–06, 2006–07
- Johan Cruijff-schaal: 2006, 2007

#### Mednarodne
- Svetovno prvenstvo v nogometu do 21 let : 2006

#### Osebne
- Najboljši strelec Eerste Divisie: 2003–04
- Nogometaš leta Eerste Divisie: 2003–04
- Talent leta Eredivisie: 2005–06
- Najboljši strelec svetovnega nogometnega prvenstva do 21 let: 2006
- Najboljši strelec World's Top Division: 2005–06[9]
- Najboljši strelec Eredivisie: 2005–06, 2007–08
- Najboljši strelec nizozemske nogometne reprezentance do 21 let v zgodovini